# 1739
1739. је била проста година.

## Догађаји

### Јануар
- 1. јануар — Француски истраживач Жан-Батист Шарл Буве де Лозије је открио острво Буве.

### Јул
- 22. јул — Османска војска у бици код Гроцке победила Аустријанце и приморала их да напусте Србију и Београд.

### Септембар
- 18. септембар — Потписивањем Београдског мира окончан је Руско-аустријско-турски рат.
- 29. септембар — Нишки споразум

### Октобар
- 23. октобар — Велика Британија је објавила рат Шпанији, узевши као повод одсецање ува Роберта Џенкинса.

### Новембар
- 21. новембар — Битка код Портобела

### Датум непознат
- Википедија:Непознат датум — Патријарх српски Јоаникије III је изабран за архиепископа пећког и патријарха српског.

## Рођења

### Јануар
- 25. јануар — Шарл Франсоа Димурје, француски генерал
- 26. јул — Џорџ Клинтон, 4. потпредседник САД
- 24. септембар — Григориј Потемкин, руски кнез, војсковођа и политичар